# Wólka Korabiewicka
Wólka Korabiewicka – niestandaryzowana część wsi Puszcza Mariańska w Polsce położona w województwie mazowieckim, w powiecie żyrardowskim, w gminie Puszcza Mariańska.
Obecnie należy do wsi Puszcza Mariańska i obejmuje obszar wzdłuż ulicy Akacjowej nad Korabiewką.
W latach 1975–1998 miejscowość należała administracyjnie do województwa skierniewickiego.